# Aeroporto Internazionale Margaret Ekpo
L'Aeroporto Internazionale Margaret Ekpo (IATA: CBQ, ICAO: DNCA), precedentemente noto come Aeroporto di Calabar, è un aeroporto nigeriano situato nel tessuto urbano della città di Calabar, capitale dello stato federale del Cross River.
La struttura, dedicata all'attivista per i diritti delle donne e poi politica nigeriana Margaret Ekpo, è posta all'altitudine di 64 m (210 ft) sul livello del mare, dotata di un solo terminal ed una sola pista con fondo in asfalto lunga 2 451 m e larga 45 m (8 040 x 148 ft) con orientamento 03/21, e dotata di impianto di illuminazione ad bassa intensità (LIRL).
L'aeroporto è gestito dalla Federal Airports Authority of Nigeria (FAAN), effettua attività secondo le regole e gli orari sia IFR che VFR ed è aperto al traffico commerciale.
La struttura è inoltre sede dell'207 Special Mobility Group (207 SMG) della Nigerian Air Force.